# Wychor Dniepropetrowsk
Wychor Dniepropetrowsk (ukr. Футбольний клуб «Вихор» Дніпропетровськ, Futbolnyj Kłub "Wychor" Dnipropetrowśk) – ukraiński klub piłkarski z siedzibą w Dniepropietrowsku.
Występował w rozgrywkach mistrzostw i Pucharu obwodu dniepropetrowskiego. W 1975 startował w rozgrywkach Pucharu Ukraińskiej SRR, gdzie w finale pokonał Łokomotyw Smiła (0:0, 1:1, karne 7:6). Potem kontynuował występy w rozgrywkach Mistrzostw i Pucharu obwodu, dopóki nie został rozwiązany.

## Sukcesy
- Puchar Ukraińskiej SRR: zdobywca 1975